# Тепцов, Константин Иванович
Константин Иванович Тепцов (22.10.1925, Самарская область — 10.06.1991) — советский военнослужащий, участник Великой Отечественной войны, полный кавалер ордена Славы, наводчик 76-мм орудия 49-й механизированной бригады, младший сержант — на момент представления к награждению орденом Славы 1-й степени.

## Биография
Родился 22 октября 1925 года в деревне Нестеровка Красноармейского района Самарской области в семье служащего, бухгалтера сельхозартели. Окончил 7 классов в 1941 году. Уехал в город Чапаевск, поступил в ФЗУ. Через месяц вернулся в деревню, стал заменой отцу, работал трактористом в МТС.
В январе 1943 года был призван в Красную Армию. Прошел подготовку в запасном артиллерийском полку, был направлен в военное училище. Но курсантом так и не стал, с маршевой ротой убыл на фронт. В октябре 1943 года был зачислен наводчиком в расчет 76-мм орудия отдельного противотанкового дивизиона 49-й механизированной бригады, находящейся на переформировании.
В боях Великой Отечественной войны с марта 1943 года. В составе бригады участвовал в Проскуровско-Черновицкой, Львовско-Сандомирской, Сандомирско-Силезской, Нижнесилезской, Верхнесилезской, Берлинской наступательных операциях.
29 марта 1944 года вблизи города Каменец-Подольский красноармеец Тепцов при отражении вражеской атаки уничтожил из орудия пулемет противника и до отделения его пехоты. Когда кончились снаряды, вел огонь из автомата, участвовал в рукопашной схватке, вынес из-под огня тяжело раненого командира. Был сам ранен, но поля боя не покинул. За отличие в боях 49-я мехбригада получила почётное наименование «Каменец-Подольской».
Приказом от 18 апреля 1944 года за мужество, проявленное в боях с врагом, красноармеец Тепцов Константин Иванович награждён орденом Славы 3-й степени.
25 июля 1944 года в бою под городом Львов красноармеец Тепцов прямой наводкой вывел из строя вражеское орудие, 7 автомашин с пехотой. 30 июля у города Самбор при отражении контратаки противника был ранен, но продолжал вести огонь из орудия, уничтожил пулемет, свыше 10 противников.
Приказом от 3 октября 1944 года за мужество, проявленное в боях с врагом, красноармеец Тепцов Константин Иванович награждён орденом Славы 2-й степени.
16 января 1945 года в бою у населенного пункта Цьмин-Подглине младший сержант Тепцов, командуя расчетом, огнём из орудия поразил вражеский бронетранспортер и пулемет с расчетом. Затем поднял бойцов в атаку, сразил ещё несколько противников.
17 марта 1945 года 49-я мехбригада стала 35-й гвардейской механизированной бригадой.
Указом Президиума Верховного Совета СССР от 10 апреля 1945 года за мужество, отвагу и героизм, проявленные в борьбе с захватчиками, гвардии младший сержант Тепцов Константин Иванович награждён орденом Славы 1-й степени.
В апреле 1945 года в боях при форсировании реки Шпрее был в очередной раз ранен. День Победы встретил в госпитале. Член ВКП/КПСС с 1945 года. В 1945 году был демобилизован.
Вернулся на родину. С 1952 года жил в городе Новокуйбышевск Куйбышевской, Самарской, области. Работал на строительстве «Востокнефтепроводстрой» начальником участка, мастером. Скончался 10 июня 1991 года.
Награждён орденами Отечественной войны 1-й степени, Славы 3-х степеней, медалями.